# Cheilymenia crassistriata
Cheilymenia crassistriata är en svampart som tillhör divisionen sporsäcksvampar, och som först beskrevs av Jiří Moravec, och fick sitt nu gällande namn av Jiří Moravec. Cheilymenia crassistriata ingår i släktet Cheilymenia, och familjen Pyronemataceae. Arten är reproducerande i Sverige.